# Caroline Burckle
Caroline Burckle (ur. 24 czerwca 1986 w Louisville) – amerykańska pływaczka, brązowa medalistka olimpijska, mistrzyni świata.
Specjalizuje się w pływaniu stylem dowolnym. Największym osiągnięciem zawodniczki jest brązowy medal igrzysk olimpijskich w Pekinie w sztafecie 4 x 200 m. Amerykańska sztafeta w składzie Allison Schmitt, Natalie Coughlin, Burckle i Katie Hoff osiągnęła czas 7.46,33 min, przegrywając nieznacznie z Australijkami i Chinkami. Jest również uczestniczką sztafety 4 x 200 m, która w 2005 roku w Montrealu zdobyła złoty medal mistrzostw świata, jednak wystąpiła jedynie w eliminacyjnym wyścigu.

## Osiągnięcia

### Igrzyska olimpijskie
| Olimpiada  | Data             | Konkurencja               | Rezultat    | Miejsce |
| ---------- | ---------------- | ------------------------- | ----------- | ------- |
| Pekin 2008 | 14 sierpnia 2008 | 4 x 200 m stylem dowolnym | 7:46,33 min |         |

### Mistrzostwa świata
- 2005 Montreal -  złoto - 4 x 200 m stylem dowolnym[1]